# 猿猴橋町停留場
猿猴橋町停留場（えんこうばしちょうていりゅうじょう、猿猴橋町電停）は、広島県広島市南区猿猴橋町にあった広島電鉄本線の停留場。駅番号はM2。

## 歴史
当停留場が開業したのは1912年（大正元年）11月のことで、本線が広島駅前停留場から紙屋町停留場までの区間で開業した日と同日のことである。太平洋戦争下の1942年（昭和17年）に停留場は一度廃止されたが、地域住民の陳情により戦後の1949年（昭和24年）に再度開業している。
2025年（令和7年）8月3日 、本線の駅前大橋ルート開通に伴い、前日の運行をもって猿猴橋町停留場を含む広島駅 - 的場町間は廃線となった。

### 年表
- 1912年（大正元年）11月23日：開業[3]。
- 1942年（昭和17年）5月：廃止[3]。
- 1949年（昭和24年）3月1日：再開業[3]。
- 1955年（昭和30年）10月17日：休止。同年12月22日に再開[7]。
- 1996年（平成8年）10月：駅番号「M2」を付与[8]。
- 2025年（令和7年）8月3日：駅前大橋ルートの開業による本線の広島駅 - 的場町間廃線に伴い廃止[5]。

開業時の停留場名を「猿猴橋」とし、1960年（昭和35年）3月30日に「猿猴橋町」に改称されたとする資料も存在するが、それ以前に停留場名を「猿猴橋町」としている資料もあり、表記には揺れが見られる。

## 停留場構造
道路上にホームが置かれていた（併用軌道）。ホームは低床式で2面あり、2本の線路を挟み込むように配置され、互いのホームは猿猴橋町4番交差点を挟んでいた。路線の起点から見て交差点の手前に広電西広島（己斐）駅方面の下りホーム、奥に広島駅方面の上りホームがあった。
古布は道路と同一平面に安全地帯が設けられているのみであったが、1974年（昭和49年）よりホームが備え付けられ島状となった。またこのころは車両の大型化も進んだため、安全地帯の延長工事が実施されている。それでも3両または5両の連接車の場合は下車の際、運転席隣りの扉しか開かないことがあった。屋根は無く接近表示器も設置されなかったが、放送案内設備は完備していた。

### 運行系統
| 下りホーム | 0号線                         | 紙屋町経由広電本社前ゆき、日赤病院前ゆき                 |
| 下りホーム | 1号線                         | 紙屋町経由広島港ゆき                                     |
| 下りホーム | 2号線                         | 広電宮島口ゆき、広電西広島ゆき                           |
| 下りホーム | 5号線                         | 比治山下経由広島港ゆき・宇品二丁目ゆき・皆実町六丁目ゆき |
| 下りホーム | 6号線                         | 江波ゆき                                                 |
| 上りホーム | 1号線 · 2号線 · 5号線 · 6号線 | 広島駅ゆき                                               |

## 利用状況
各年度の「移動等円滑化取組報告書（軌道停留場）」によると、近年の1日平均乗降人員は以下の通りである。
| 年度                | 1日平均 乗降人員 |
| ------------------- | ---------------- |
| 2019年（令和 元年） | 2,408            |
| 2020年（令和02年）  | 1,505            |
| 2021年（令和03年）  | 1,635            |
| 2022年（令和04年）  | 1,993            |
| 2023年（令和05年）  | 2,251            |
| 2024年（令和06年）  | 2,371            |

## 停留場周辺
隣の広島駅停留場とは至近距離に位置していた。停留場名の由来ともなった猿猴橋は猿猴川に架かる橋で、停留場の西側徒歩3分の距離にある。
- 広島信用金庫広島駅前支店
- オリタ薬局
- 大阪屋
- 広島市留学生会館
- アークホテル広島
- BIG FRONTひろしま
- EKI CITY広島

## 隣の停留場
広島電鉄
■本線
広島駅停留場 (M1) - 猿猴橋町停留場 (M2) - 的場町停留場 (M3)